# Presidente Epitácio (kommun)
Presidente Epitácio är en kommun i Brasilien.   Den ligger i delstaten São Paulo, i den södra delen av landet, 800 km sydväst om huvudstaden Brasília. Antalet invånare är 41 324.
Följande samhällen finns i Presidente Epitácio:
- Presidente Epitácio

Omgivningarna runt Presidente Epitácio är huvudsakligen savann. Runt Presidente Epitácio är det ganska glesbefolkat, med 34 invånare per kvadratkilometer.